# Digestoř

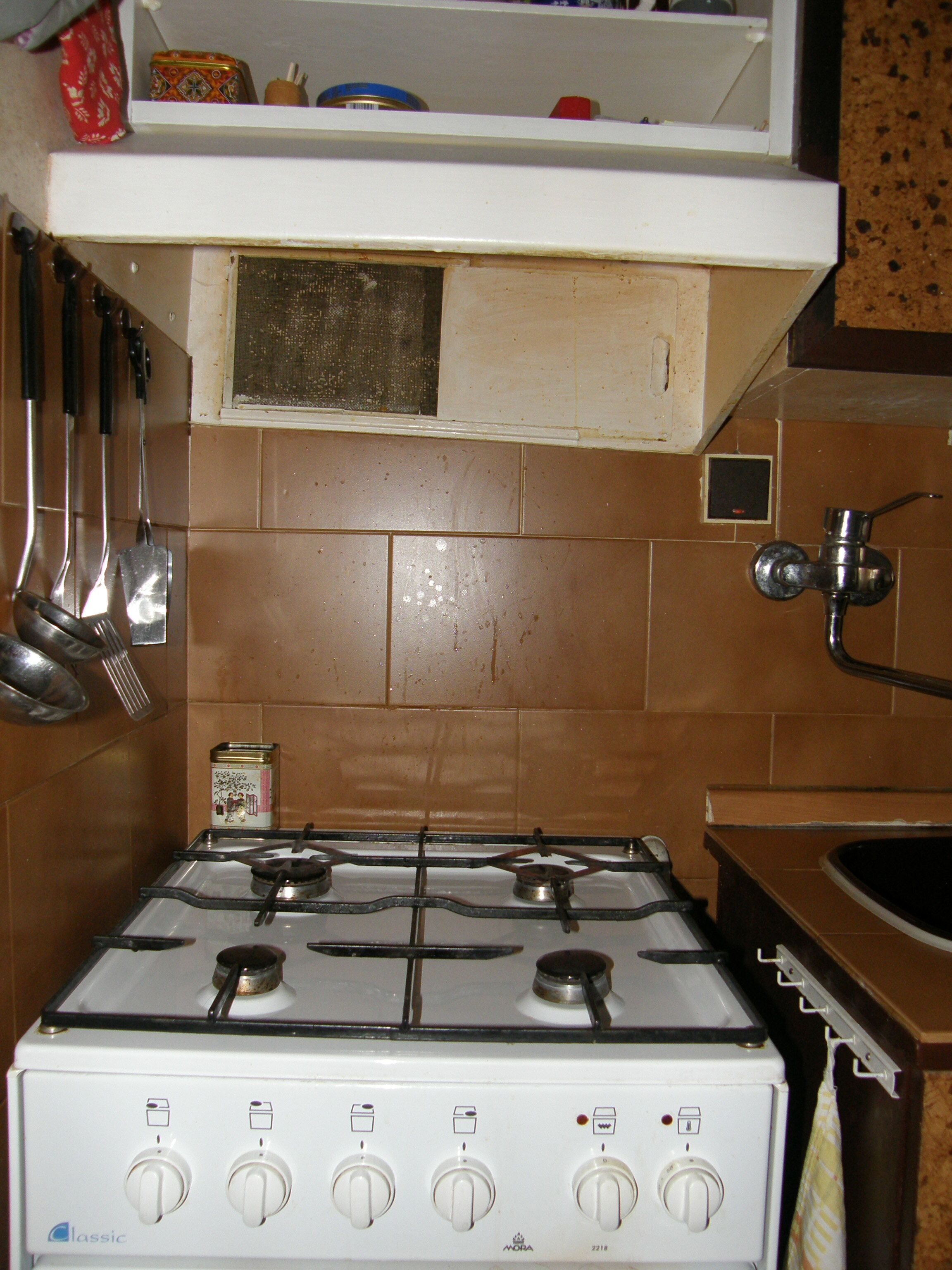
Digestoř umístěná nad sporákem

Digestoř, nebo také odsavač par, je domácí kuchyňský či laboratorní stroj, umožňující odsávání nežádoucích plynných látek a par. V kuchyních se jedná o místa, kde probíhá tepelná příprava jídel (např. vaření, pečení, smažení, dušení).
Digestoře se v kuchyních používají zejména za účelem minimalizace zápachu, který může při přípravě jídel vznikat. Mají zde také význam pro snižování vlhkosti ovzduší, neboť odsávají vodní páry – vysoká vlhkost vzduchu totiž může mít negativní zdravotní dopady na osoby, které se v tomto prostředí pohybují; navíc může zapříčinit plesnivění potravin nebo zařízení a stěn kuchyně. Při smažení také částečně odvádějí vypařovaný olej, čímž zejména v restauračních kuchyních omezují jeho postupné usazování na nábytku a stěnách. Mohou být umístěné v kuchyňské lince nebo samostatně, nad sporáky či konvektomaty.
Existují dva typy digestoří:
- Tradiční typ s odtahovým potrubím, které vede buď skrz stěnu ven, nebo do komína. Je účinnější a levnější, a tudíž doporučován, pokud je z technických důvodů možné jej použít.
- Recirkulační typ s aktivním uhlíkovým filtrem, který nasátý vzduch přefiltruje a relativně čistý jej opět vypustí. Je méně účinný a dražší než první typ, navíc je nutné cca jednou za půl roku vyměnit filtr nebo jej umýt v myčce. Jde o určité nouzové řešení zejména pro kuchyně, které nemají digestoř na vnější zdi ani poblíž komína. Také se používají v pasivních domech (tam, kde je rekuperační jednotka), protože tradiční typ má ve většině případů vyšší výměnu vzduchu než rekuperační jednotka a při těsnosti objektu by mohla způsobit podtlak v místnosti. Vyrábí se také digestoře, které kombinují oba způsoby čištění vzduchu.

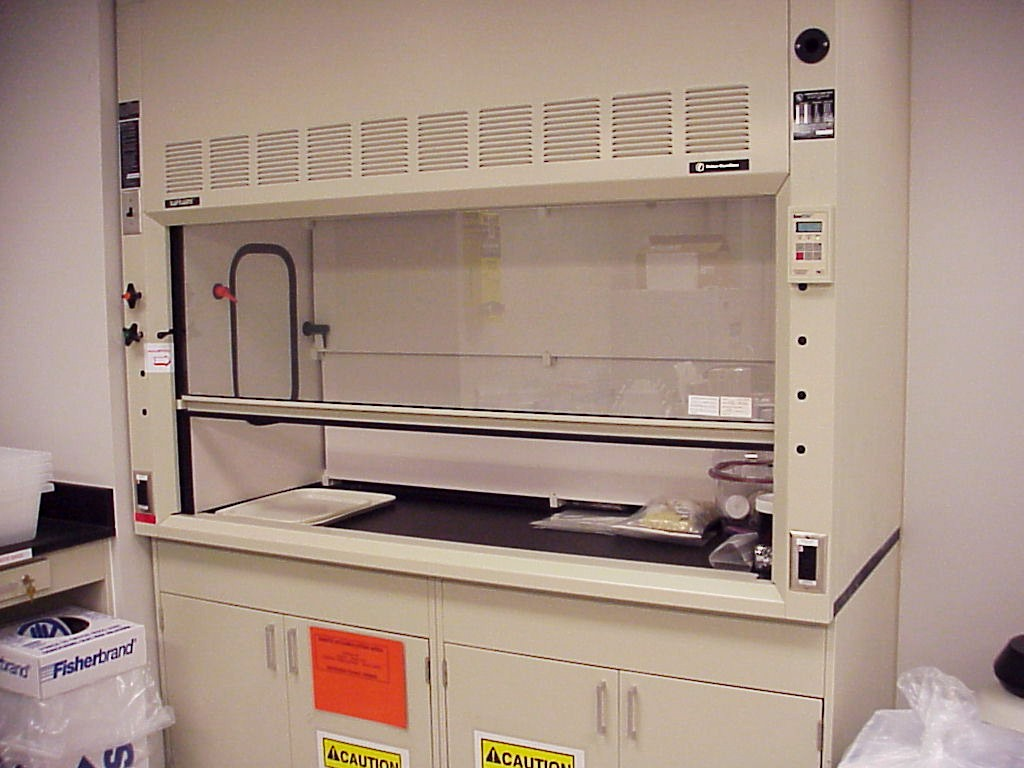
Moderní laboratorní skříňová digestoř

Velmi významné je jejich použití v chemických laboratořích (obvykle ve formě skříně) k odsávání nebezpečných plynných látek, zejména jedovatých či látek zapáchajících.